# 2008년 그린란드 자치확대 주민투표
구속력 없는 그린란드 자치권 확대에 대한 주민투표가 2008년 11월 25일 실시되었다. 이 안건은 75%의 찬성으로 통과되었으며, 누크 지역 주민은 63%가 찬성했다. 총투표율은 72%였다. 이 투표는 2008년 1월 2일 한스 에녹센 그린란드 총리가 공표하였다.
그린란드는 1775년 덴마크의 식민지가 되었으며, 1953년 덴마크의 한 지방으로 편입되었다. 1979년에는 자치권을 부여받아 덴마크 왕국 공동체를 이루는 독립체가 된다. 1985년 그린란드는 자기 영해에서 어업에 대한 통제력을 유지하기 위해 유럽 경제 공동체(현재의 유럽 연합의 전신)에서 탈퇴했다. 독립 움직임도 있었으나, 덴마크로부터의 경제 원조가 아쉬웠기 때문에 이루어지진 않았다.
이 투표는 구속력이 없었으나, 그 결과는 덴마크 의회에 의해 존중받았다. 이 제안은 그린란드에 경찰, 법원, 해안 경비를 포함한 30개 영역에 대해 자치법을 확대하며, 제한적인 외교권과 미래의 천연자원에 대한 좀 더 구체적인 권리를 보장한다. 이에 따라 덴마크에 의한 보조금 지급은 중단될 예정이다. 이 지원금은 현재 연간 35억 크로네 규모이며, 이는 그린란드 국내 총생산의 1/3, 자치 정부 총수입의 2/3에 이르는 규모이다. 이 제안이 발효되면, 그린란드 주민은 국제법상 독립된 주체로 인정받게 된다.

## 투표 결과
| 2008년 그린란드 자치확대 주민투표 | 2008년 그린란드 자치확대 주민투표 | 2008년 그린란드 자치확대 주민투표 |
| 찬성 또는 반대                    | 득표수                            | 득표율                            |
| --------------------------------- | --------------------------------- | --------------------------------- |
| 찬성                              | 21,355                            | 75.54%                            |
| 반대                              | 6,663                             | 23.57%                            |
| 무효표                            | 250                               | 0.89%                             |
| 총 득표수                         | 28,268                            | 100.00%                           |
| 투표율                            | 71.96%                            | 71.96%                            |
| 출처: valg.gl                     |                                   |                                   |